# Новинска патка
Новинска или новинарска патка је жаргонски израз за дезинформацију, односно намерно кривотворену, лажну вест.
Пре појаве брзих начина комуникација и могућности провере, у штампи се код непотврђених вести на крају текста додавала ознака n.t., према латинском изразу non testatum (непроверено).
Иако има више теорија како је термин новинска патка настао, најпознатији је тај да је у немачким новинама Келнише цајтунг уредник словослагару диктирао непроверен текст.
Како је пракса била, он му је на крају рекао и ен-те (мислећи на латински n.t.), што је овај записао као енте (  — патка). Како се касније испоставило, та вест је стварно била нетачна, те се отуда „патка“ у жаргону користи за сваку другу нетачну вест.